# Section23 Films
Section23 Films (nome legale "SXION 23, LLC") è un distributore americano multimediale specializzato in anime e film giapponesi. Fondata nel 2009, Section23 Films è uno dei cinque successori di ADV Films, nonché il distributore di Sentai Filmworks e Switchblade Films. ADV aveva annunciato di aver venduto le sue attività a un gruppo di società, compresa la Sezione23, il 1 ° settembre del 2009. La società ha sede a Houston in Texas.

## Curiosità
Section23 Films è una società di distribuzione dedicata al marketing e alla commercializzazione di titoli nel mercato nordamericano. La società distribuisce titoli per Sentai Filmworks, Switchblade Pictures, Maiden Japan e AEsir Holdings.

## Elenco dei clienti della Films Section23

### Sentai Filmworks
Sentai Filmworks è uno studio che concede anime in licenza. Fondato da Ledford nel 2008, ha collaborato con ADV Films per distribuire i propri anime sul mercato, inclusi gli show che erano stati precedentemente commercializzati e concessi in licenza da Geneon Entertainment USA, Urban Vision, Central Park Media e Bandai Entertainment. Dopo aver venduto i propri beni, il nome di ADV Films fu abbandonato come entità di produzione diventando Sentai Filmworks, la cui distribuzione è gestita dalla Section23. Il loro primo titolo fu una riedizione di Mahoromatic.
Quando un fan ha chiesto su Facebook quale fosse la ragione per cui la società si chiamasse "Sentai", l'amministratore delegato Matt Greenfield ha risposto: "È un gioco di parole a più livelli, soprattutto per il beneficio dei giapponesi. Sebbene "Sentai" possa essere tradotto come Squadrone, Reggimento o Flottiglia, significa fondamentalmente una squadra o un gruppo riunito con addestramento e attrezzatura specifici per uno scopo specifico. Inoltre, la Sentai è stata costituita per aiutare a mantenere viva l'industria degli anime negli Stati Uniti, quindi questo aspetto del supereroe è un doppio gioco su cui gli americani possono contare".

### Switchblade Pictures
Switchblade Pictures è una società che perlopiù concede licenze di film giapponesi live-action (principalmente horror non trattato e cinema erotico). Si è formata nel 2008 insieme alla Sentai Filmworks e, ADV Films ha anche provveduto alla distribuzione iniziale. La loro prima uscita è stata Cruel Restaurant.

### Maiden Japan
Maiden Japan è uno studio, creato nel 2010, che concede licenze di serie sottotitolate e doppiaggi in inglese la cui distribuzione è affidata Section23. Maiden Japan è un'etichetta sorella di Switchblade Pictures. I titoli concessi in licenza includono nuove serie sottotitolate e titoli di anime classici degli anni 80 e 90 (come Patlabor, New Dominion Tank Police e Royal Space Force: The Wings of Honnêamise). La prima uscita per Maiden Japan è stata la commedia erotica Papillon Rose come collezione di DVD sottotitolati, nel 2010.

### AEsir Holdings
AEsir Holdings è uno studio che concede anime in licenza. Detengono i diritti su diversi titoli precedentemente posseduti da ADV Films, prima della sua chiusura. I titoli pubblicati includono Princess Tutu, Petite Princess Yucie, Parasite Dolls, Neon Genesis Evangelion, Saiyuki e Lady Death: The Movie.

### Kraken Releasing
Kraken Releasing è uno studio specializzato nella concessione di licenze per film internazionali appartenenti al genere fantasy, fantascientifica, tokusatsu e horror. Finora i suoi titoli pubblicati sono Ebirah, Horror of the Deep, Godzilla vs. Hedorah, Godzilla vs. Gigan e The Return of Godzilla.

### SoftCel Pictures
SoftCel Pictures è uno studio specializzato nella concessione di licenze per hentai. In origine era l'etichetta hentai di ADV Films, prima che fosse chiusa nel 2005 dopo la sua scissione. Nel 2017, SoftCel ha lanciato sul mercato e pubblicato il suo primo titolo, The Patients of Dr. Maro, nel giugno 2017.

### Sentai Kids
Sentai Kids è uno studio specializzato nella concessione di licenze di materiali multimediali per bambini. In origine era un'etichetta appartenuta ad ADV Films nota come ADV Kidz. La prima pubblicazione della Sentai Kids è stata confermata col nome Hello Kitty & Friends - Let's Learn Together in uscita su "home video & digital" negli Stati Uniti, Canada, Regno Unito, Australia e Nuova Zelanda, nel novembre del 2018.

## Distribuzione estera
Section23 Film, Sentai Filmworks, Maiden Japan e AEsir Holdings, contrariamente al loro predecessore A.D. Vision, non pubblicano direttamente i loro prodotti in mercati al di fuori del Nordamerica (anche se di lingua inglese), ma li danno in sub-licenza ad altre società come Manga Entertainment, MVM Entertainment, Anime Limited e Animatsu Entertainment nel Regno Unito e Siren Visual, Madman Entertainment e Hanabee in Australia e Nuova Zelanda.